# بوبي وايلدر
بوبي وايلدر (بالإنجليزية: Bobby Wilder)‏ هو لاعب كرة قدم أمريكية أمريكي، ولد في 30 يوليو 1964.